# Nicolas Ponce
Nicolas Ponce (Parigi, 12 marzo 1746 – Parigi, 27 marzo 1831) è stato uno scrittore, disegnatore e incisore francese.

## Biografia
Allievo di Pierre, Fessard e Delaunay, incisore ordinario di Luigi XVIII, Ponce divenne noto per una serie di vignette per le opere di Voltaire e Rousseau, che ebbero grande successo. Ebbe l'idea allora di pubblicare Les Illustres Français o Dipinti storici dei grandi uomini di Francia (1790-1816), una serie di 56 tavole disegnate da Marillier dove, intorno al ritratto di ogni personaggio celebre, erano incisi, in piccoli quadri, gli eventi più notevoli della sua vita, accompagnati da un testo.
Ha inciso più di trecento opere tratte da Marillier, Eisen, Moreau il Giovane, Gravelot, Baudouin, Fragonard, Peyron e altri. Marillier gli fece incidere trecento vignette per la Bibbia, Cochin i suoi disegni per le opere dell'Ariosto e Monnet le sue composizioni allegoriche sulla Costituzione. È anche l'editore del Roland furieux di Mirabaud (1775, 4 vol. in-8°) e di una moltitudine di altre opere. Ritroviamo tuttavia il suo nome di disegnatore sotto alcune figure de La Pariseïde, di Godard d'Aucourt (Parigi, Pissot, 1773, 2 vol. in-8°, 2 fig.), nella Collection d’estampes représentant les événements de la guerre, pour la liberté de l'Amérique septentrionale, di Godefroy in 16 tavole (Parigi, 1784, in-4°), nella raccolta Recueil de vues des lieux principaux de la colonie françoise de Saint-Domingue, di Moreau de Saint- Méry e Phelipeau (Parigi, 1791, gr. in-fol.) oppure nei ritratti della Principessa di Salm e dell'Abate Caron, due disegni a matita.
I suoi lavori principali furono eseguiti per le opere di Voltaire, Rousseau, Berquin, Dorat, per il gabinetto Choiseul, e per la galleria di Orléans . Ponce, tuttavia, ha riprodotto le opere di altri artisti molto più di quanto abbia disegnato lui stesso. Uomo colto, si improvvisava scrittore, se il lavoro lo richiedeva. In effetti ha scritto, in questa veste, di storia e politica, e ha scritto alcuni opuscoli politici. Nell'Anno IX vinse il premio di storia offerto dall'Istituto Nazionale, per il migliore saggio su questo argomento : Cosa ha fatto sviluppare lo spirito di libertà in Francia da Francesco I al 1789?, del 15 vendemmiaio anno IX. A lui si deve Sull'influenza della pittura presso i popoli antichi (Parigi, anno X, in-8°), un libretto raggruppato insieme a molti altri in una raccolta intitolata Miscele sulle belle arti (Parigi, 1826, in-8°), dedicato alla principessa di Salm-Dyk . A lui si deve l'incisione, in piccolo formato, degli arabeschi antichi delle terme di Livia e della città di Adrienne, con i soffitti della Ville-Madame, su disegno di Raffaello (Parigi, 1786), la pubblicazione dei dipinti rinvenuti nelle terme di Tito nella Raccolta di pitture antiche e gli arabeschi rinvenuti a Roma nelle rovine delle terme di Tito. Si ricordano inoltre, tra le sue opere, la Battaglia di Marengo per il Museo Francese, il ritratto di un bey per il gran libro della commissione d'Egitto, e una Sacra Famiglia tratta da un'opera di Vouet . Raccolse anche sotto il titolo di Mélanges sur les beaux-arts (1826, in-8°) alcune tesi soprattutto sull'arte antica e notizie biografiche lette davanti alle società dotte. Infine, ha scritto diversi articoli nella Galerie historique di Landon ed è autore molti articoli sulle arti e sugli artisti in vari dizionari, e in particolare nella Biographie universelle di Michaud.
Al ritorno dei Borboni, durante la restaurazione francese, fu nominato incisore ordinario del gabinetto del fratello minore del re. Ha esposto al Salone degli Artisti Francesi dal 1791 al 1806, e le sue opere sono state esposte in mostre dal 1794 al 1820.
Il pittore François Dumont realizzò un ritratto in miniatura, conservato al Museo del Louvre nel Dipartimento di Arti Grafiche, di Nicolas Ponce.
Ponce era sposato con Marguerite Hémery, nata a Parigi nel 1745, anch'essa incisore di diverse lastre per il Gabinetto Poulain, Iconologia francese di Gravelot. È sepolta con lui nel cimitero di Père-Lachaise.

### Onorificenze
Era Cavaliere dell'Ordine Nazionale della Legion d'Onore; membro dell'Athénée des Arts, della Philotechnical Society, della Royal Academic Society of Sciences, della Grammatical Society, della Emulation Society di Rouen, dell'Accademia di Rouen, Orléans, Amiens, di Metz, Marsiglia, Parma, quelle di Châlons-sur- Saône, Châlons-sur-Marne, Anversa, Douai, Bastia, Troyes, Le Mans e Bourg ; corrispondente delle Accademie di La Rochelle, Dijon, Lyon, e dell'Accademia di Stanislas a Nancy.

## Incisioni

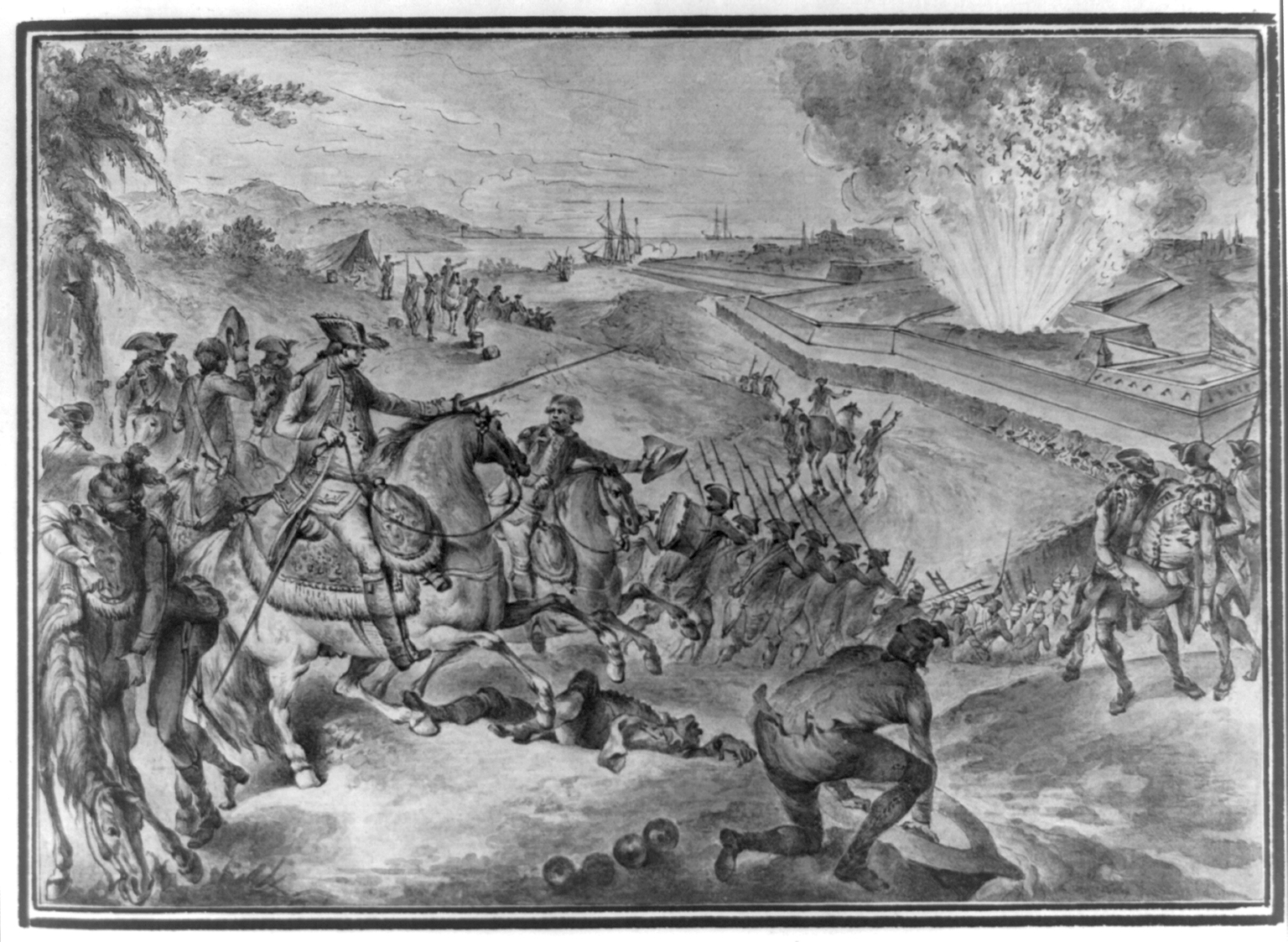
La Presa di Pensacola, incisione di Nicolas Ponce (1784).

- Raccolta di vedute dei principali luoghi della Colonia Francese di Santo Domingo, incise dalla cura del Sig. Ponce, accompagnate da mappe e piani della stessa colonia, incise dalla cura del Sig. Phelipeau. Parigi, da Moreau de Saint-Méry.
- Tavola del Canto XII della Gerusalemme Liberata, Musier, 1774.
- Incisione a colori di Annette e Lubin, dopo il dipinto di Pierre Antoine Baudouin . È dedicato alla Marchesa de l'Aubépine e reca sotto il suo stemma.
- Enrico IV detto il Grande : Illustri dipinti francesi o storici dei grandi uomini di Francia presi in tutti i generi di celebrità (1790-1816), dopo il dipinto di Clément-Pierre Marillier (conservato nel museo del castello di Pau )[7].
- La Pariseïde, o Parigi in Gallia, di Godard d'Aucourt, Parigi, Pissot, 1773, 2 voll. in-8°, 2 fig. disegnato da Ponce.

### Pubblicazioni
- (FR) Mélanges sur les Beaux-Arts, Leblanc, 1826, OCLC 747290754..
- (FR) Les illustres français, chez l'auteur, 1790-1816, OCLC 463442257..